# West Midlands (Regional) Football League
De West Midlands (Regional) Football League is een Engelse regionale voetbalcompetitie voor clubs in de regio's West Midlands, Shropshire, Herefordshire, Worcestershire en het zuidelijke deel van Staffordshire. De competitie bestaat uit drie divisies, waarvan de hoogste, de Premier Division, deel uitmaakt van het zesde niveau van het National League System, oftewel het tiende niveau in de Engelse voetbalpiramide.
Ieder seizoen promoveert één club uit de hoogste afdeling naar de Midland League Premier Division. Aan de andere kant komen er vanuit een lager niveau jaarlijks nieuwe clubs de competitie binnen.

## Geschiedenis
De competitie werd opgericht in 1889 als de Birmingham & District League, waaraan in eerste instantie alleen clubs uit Birmingham en de directe omgeving daarvan deelnamen. Al snel groeide de competitie echter uit tot een van de sterkste competities na de Football League. De clubs kwamen toen uit een wijdere omtrek; zelfs enkele clubs uit Wales hebben een tijdje meegespeeld.
Na de Tweede Wereldoorlog werd de toenmalige Birmingham Combination in de competitie opgenomen om een nog sterkere positie te kunnen bemachtigen. Maar nog in de jaren 50 begon de competitie haar glans te verliezen. Burton Albion, Nuneaton Borough en Hinckley Athletic verhuisden naar de opkomende Southern League, waardoor er maar weinig clubs overbleven. Daarop werd besloten om de reserveteams uit de competitie te zetten en de tweede divisie af te schaffen. In 1965 slaagde de inmiddels zogenaamde West Midlands (Regional) League er toch weer in om een systeem met twee divisies te gaan gebruiken. De bestaande divisie werd de Premier Division en een nieuwe Division One werd opgezet.
In het seizoen 1996/97 werd Division One vanwege het toenemende aantal deelnemers opgesplitst in Division One North en Division One South. In 2004, toen bijna het hele Engelse voetbal op de schop ging, werden deze twee divisies opnieuw opgezet, maar ditmaal als twee verschillende niveaus: Division One en Division Two. Ook al is de competitie tegenwoordig niet meer zo sterk en belangrijk als vroeger, de status van een-na-oudste bestaande voetbalcompetitie wordt nog altijd in stand gehouden.

## Vorige kampioenen

### Birmingham & District League
| - 1889/90 Geen titel toegekend - 1890/91 Geen titel toegekend - 1891/92 Geen titel toegekend - 1892/93 Wolverhampton Wanderers Reserves - 1893/94 Old Hill Wanderers - 1894/95 Aston Villa Reserves - 1895/96 Aston Villa Reserves - 1896/97 Hereford Thistle - 1897/98 Wolverhampton Wanderers Reserves - 1898/99 Wolverhampton Wanderers Reserves - 1899/00 Aston Villa Reserves - 1900/01 Wolverhampton Wanderers Reserves - 1901/02 West Bromwich Albion Reserves - 1902/03 Aston Villa Reserves - 1903/04 Aston Villa Reserves - 1904/05 Aston Villa Reserves - 1905/06 Aston Villa Reserves - 1906/07 Aston Villa Reserves - 1907/08 Aston Villa Reserves - 1908/09 Aston Villa Reserves - 1909/10 Aston Villa Reserves - 1910/11 Stoke - 1911/12 Aston Villa Reserves - 1912/13 West Bromwich Albion Reserves - 1913/14 Worcester City - 1914/15 Birmingham Reserves - 1915-1919 Geen competitie i.v.m. Eerste Wereldoorlog - 1919/20 West Bromwich Albion Reserves - 1920/21 Wellington Town - 1921/22 Willenhall - 1922/23 Shrewsbury Town - 1923/24 Stourbridge - 1924/25 Worcester City |  | - 1925/26 Cradley Heath - 1926/27 Stafford Rangers - 1927/28 Burton Town - 1928/29 Worcester City - 1929/30 Worcester City - 1930/31 Cradley Heath - 1931/32 Cradley Heath - 1932/33 Wrexham Reserves - 1933/34 Wrexham Reserves - 1934/35 Wellington Town - 1935/36 Wellington Town - 1936/37 Bristol Rovers Reserves - 1937/38 Kidderminster Harriers - 1938/39 Kidderminster Harriers - 1939/40 Seizoen afgebroken i.v.m. uitbreken Tweede Wereldoorlog - 1940-1946 Geen competitie i.v.m. Tweede Wereldoorlog - 1946/47 Halesowen Town - 1947/48 Kettering Town - 1948/49 Worcester City Reserves - 1949/50 Hereford United Reserves - 1950/51 Brierley Hill Alliance - 1951/52 Brierley Hill Alliance - 1952/53 Oswestry Town - 1953/54 Wolverhampton Wanderers 'A' - 1954/55 Nuneaton Borough (North) en Redditch United (South) - 1955/56 Nuneaton Borough - 1956/57 Walsall Reserves - 1957/58 Wolverhampton Wanderers 'A' - 1958/59 Wolverhampton Wanderers 'A' - 1959/60 Bromsgrove Rovers - 1960/61 Bilston - 1961/62 Lockheed Leamington |

### West Midlands (Regional) League
| Seizoen | Division One           |
| ------- | ---------------------- |
| 1962/63 | Lockheed Leamington    |
| 1963/64 | Tamworth               |
| 1964/65 | Kidderminster Harriers |

| Seizoen | Premier Division       | Division One          |
| ------- | ---------------------- | --------------------- |
| 1965/66 | Tamworth               | Wrockwardine Wood     |
| 1966/67 | Boston United          | Tamworth Reserves     |
| 1967/68 | Boston United          | Warley                |
| 1968/69 | Kidderminster Harriers | Wrockwardine Wood     |
| 1969/70 | Kidderminster Harriers | Warley County Borough |
| 1970/71 | Kidderminster Harriers | Brereton Social       |
| 1971/72 | Tamworth               | Warley County Borough |
| 1972/73 | Bilston                | Tividale              |
| 1973/74 | Alvechurch             | Armitage              |
| 1974/75 | Alvechurch             | Staffordshire Police  |
| 1975/76 | Alvechurch             | Willenhall Town       |

| Seizoen | Premier Division | Division One A     | Division One B       |
| ------- | ---------------- | ------------------ | -------------------- |
| 1976/77 | Alvechurch       | Wednesfield Social | Wolverhampton United |

| Season  | Premier Division      | Division One        | Division Two               |
| ------- | --------------------- | ------------------- | -------------------------- |
| 1977/78 | Hednesford Town       | Chasetown           | Worcester City Reserves    |
| 1978/79 | Willenhall Town       | Shifnal Town        | Ludlow Town                |
| 1979/80 | Sutton Coldfield Town | Rushall Olympic     | Brewood                    |
| 1980/81 | Shifnal Town          | Oldswinford         | Bromsgrove Rovers Reserves |
| 1981/82 | Shifnal Town          | Atherstone United   | GKN Sankey                 |
| 1982/83 | Halesowen Town        | Brewood             | Great Wyrley               |
| 1983/84 | Halesowen Town        | Tipton Town         | Halesowen Town Reserves    |
| 1984/85 | Halesowen Town        | Harrisons           | Halesowen Harriers         |
| 1985/86 | Halesowen Town        | Halesowen Harriers  | Springvale-Tranco          |
| 1986/87 | Atherstone United     | Westfields          | Donnington Wood            |
| 1987/88 | Tamworth              | Rocester            | Hinton                     |
| 1988/89 | Blakenall             | Newport Town        | Broseley Athletic          |
| 1989/90 | Hinckley Town         | Darlaston           | Hill Top Rangers           |
| 1990/91 | Gresley Rovers        | Cradley Town        | Clancey Dudley             |
| 1991/92 | Gresley Rovers        | Ilkeston Town       | K Chell                    |
| 1992/93 | Oldbury United        | Knypersley Victoria | Rushall Olympic Reserves   |

| Seizoen | Premier Division | Division One          |
| ------- | ---------------- | --------------------- |
| 1993/94 | Ilkeston Town    | Stafford Town         |
| 1994/95 | Pelsall Villa    | Wolverhampton Casuals |
| 1995/96 | Wednesfield      | Goodyear              |

| Seizoen | Premier Division | Division One North   | Division One South  |
| ------- | ---------------- | -------------------- | ------------------- |
| 1996/97 | Wednesfield      | Great Wyrley         | Kington Town        |
| 1997/98 | Lye Town         | Bandon               | Smethwick Rangers   |
| 1998/99 | Kington Town     | Heath Hayes          | Wellington          |
| 1999/00 | Stafford Town    | Shawbury United      | Bromyard Town       |
| 2000/01 | Ludlow Town      | Wolverhampton United | Ledbury Town        |
| 2001/02 | Causeway United  | Ounsdale             | Sedgley White Lions |
| 2002/03 | Westfields       | Newport Town         | Bewdley Town        |
| 2003/04 | Malvern Town     | Goodrich             | Gornal Athletic     |

| Seizoen | Premier Division    | Division One          | Division Two             |
| ------- | ------------------- | --------------------- | ------------------------ |
| 2004/05 | Tipton Town         | Great Wyrley          | Parkfields Leisure       |
| 2005/06 | Market Drayton Town | Ellesmere Rangers     | AFC Wulfrunians          |
| 2006/07 | Shifnal Town        | Darlaston Town        | Heath Town Rangers       |
| 2007/08 | Bridgnorth Town     | Birchills United      | Wellington Amateurs      |
| 2008/09 | AFC Wulfrunians     | Wellington Amateurs   | Hanwood United           |
| 2009/10 | Ellesmere Rangers   | Wellington Amateurs   | Black Country Rangers    |
| 2010/11 | Tividale            | Black Country Rangers | Malvern Rangers          |
| 2011/12 | Gornal Athletic     | Wellington Amateurs   | Haughmond                |
| 2012/13 | AFC Wulfrunians     | AFC Smethwick         | Gornal Athletic Reserves |
| 2013/14 | Lye Town            | AFC Bridgnorth        | AFC Ludlow               |